# Caluya (Insel)
Caluya ist eine philippinische Insel im Südosten der Tablas-Straße etwa 42 km südöstlich von Mindoro und 34 km westlich der Insel Panay.

## Geographie
Caluya ist die Hauptinsel der gleichnamigen Caluya-Inseln, die zum philippinischen Archipel der Visayas gehören. Etwa einen Kilometer vor der Nordküste von Caluya liegt das Eiland Sibaton, rund 5 km südwestlich die deutlich größere Insel Sibay. Die größte der Caluya-Inseln, die Insel Semirara, liegt ungefähr 17 km nordwestlich von Caluya.

## Verwaltung
Die Insel Caluya gehört zur gleichnamigen Gemeinde Caluya (Municipality of Caluya) und zur philippinischen Provinz Antique.